# Kalenić (gmina Ub)
Kalenić (cyr. Каленић) – wieś w Serbii, w okręgu kolubarskim, w gminie Ub. W 2011 roku liczyła 759 mieszkańców.